# Premis Teen Choice
Els Premis Teen Choice (Teen Choice Awards) és una cerimònia estatunidenca de lliurament de premis anual difosa a la televisió per les companyies FOX i Global TV i creada l'any 1999.
Aquesta cerimònia recompensa personalitats i obres dels mons de la música, ena, televisió, l'esport, cinema i d'altres, basant-se en la seva popularitat entre els adolescents, que són els únics que voten.

## Premis i nominacions

### Cinema
- Millor pel·lícula d'acció
- Millor actor en un pel·lícula d'acció
- Millor actriu en un pel·lícula d'acció
- Millor pel·lícula dramàtica
- Millor actor en un pel·lícula dramàtica
- Millor actriu en un pel·lícula dramàtica
- Millor pel·lícula romàntica/comèdia
- Millor actor en un pel·lícula romàntica/comèdia
- Millor actriu en un pel·lícula romàntica/comèdia
- Millor pel·lícula thriller
- Millor actor en un pel·lícula thriller
- Millor actriu en un pel·lícula thriller
- Millor pel·lícula de comèdia
- Millor actor en un pel·lícula de comèdia
- Millor actriu en un pel·lícula de comèdia
- Millor pel·lícula fantàstica
- Millor actor en un pel·lícula fantàstica
- Millor actriu en un pel·lícula fantàstica
- Millor pel·lícula de ciència-ficció
- Millor actor en un pel·lícula de ciència-ficció
- Millor actriu en un pel·lícula de ciència-ficció
- Millor pel·lícula de terror
- Revelació masculina de l'any
- Revelació femenina de l'any
- Millor química
- Millor petó
- Millor veu en off
- Millor dolent/dolenta

### Tria d'estiu
- Millor pel·lícula d'acció/aventura de l'estiu
- Millor pel·lícula de comèdia de l'estiu
- Millor pel·lícula dramàtic de l'estiu
- Millor pel·lícula romàntica de l'estiu
- Millor actor de l'estiu
- Millor actriu de l'estiu
- Millor sèrie de l'estiu
- Millor actor de sèries televisades de l'estiu
- Millor actriu de sèries televisades de l'estiu
- Millor crisi
- Millor cançó de l'estiu

### Altres
- Millor llibre
- Personalitat Masculina més Sexy
- Personalitat Femenina més Sexy
- Icona (femenina) de la catifa vermella
- Icona (masculí) de la catifa vermella
- Millor star del web
- El més menyspreable
- Millor vampir
- Millor actor
- Millor somriure

### Web
- Star (femenina) del web
- Star (masculina) del web
- Comèdia(no) del web
- Web star de la música
- Web star fashion
- Millor s fans
- Star del gaming al web
- Rei de les xarxes socials
- Reina de les xarxes socials
- Personalitat la més menyspreablee
- Instagrammer
- Viner
- Col·laboració web